# David Mills (Politiker)

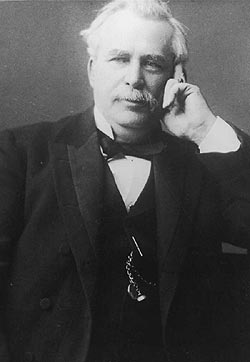
David Mills

David Mills PC (* 18. März 1831 in Oxford, Oberkanada, heute Ontario; † 8. Mai 1903) war ein kanadischer Jurist, Dichter, Hochschullehrer und Politiker der Liberalen Partei Kanadas, der als Abgeordneter des Unterhauses und Senator mehr als 32 Jahre lang Mitglied des Parlaments sowie Minister im 2. Kabinett von Premierminister Alexander Mackenzie und im 8. kanadischen Kabinetts von Premierminister Wilfrid Laurier war. Zuletzt war er von 1902 bis zu seinem Tod Richter am Obersten Gerichtshof von Kanada.

## Leben

### Rechtsanwalt, Unterhausabgeordneter und Bundesminister
Mills wurde nach dem Schulbesuch Lehrer und später von 1856 bis 1865 Superintendent für die Schulen von Kent County in Michigan. Anschließend absolvierte er ein Studium der Rechtswissenschaften an der University of Michigan und schloss dieses 1867 mit einem Bachelor of Laws (LL.B.) ab. Seine anwaltliche Zulassung in Ontario erhielt er jedoch erst 1883.
Als Kandidat der Liberalen Partei wurde er bei der ersten Wahl am 20. September 1867 erstmals zum Mitglied des Unterhauses gewählt und vertrat dort zunächst bis zum 23. Oktober 1876 den in Ontario gelegenen Wahlkreis Bothwell.
Das Unterhausmandat gab er vorübergehend ab, nachdem ihn Premierminister Alexander Mackenzie am 24. Oktober 1874 zum Innenminister und Generalsuperintendenten für Indianerangelegenheiten berufen hatte. Dieses Ministeramt bekleidete er bis zum Ende von Mackenzies Amtszeit am 8. Oktober 1878.
Knapp drei Wochen später wurde Mills am 15. November 1876 im Wahlkreis Bothwell wieder zum Mitglied des Unterhauses gewählt und gehörte diesem nunmehr bis zu seiner Niederlage bei der Unterhauswahl am 20. Juni 1882 an. Bei einer erneuten Nachwahl am 25. Februar 1884 wurde er im Wahlkreis Bothwell abermals zum Unterhausabgeordneten gewählt und blieb dessen Mitglied bis zu seiner Niederlage bei der Wahl am 23. Juni 1896.
1888 übernahm Mills, der fünf Jahre lang Herausgeber der Zeitung London Advertiser war, zudem eine Professur für Verfassungsrecht und Völkerrecht an der University of Toronto.

### Senator und Richter am Obersten Gerichtshof von Kanada
Wenige Monate nach seinem Ausscheiden aus dem Unterhaus wurde Mills auf Vorschlag von Premierminister Wilfrid Laurier am 13. November 1896 zum Mitglied des Senats ernannt und vertrat dort bis zu seinem freiwilligen Mandatsverzicht am 7. Februar 1902 die in Ontario liegende Senatsdivision Bothwell. Bei seinem Mandatsverzicht gehörte er damit mehr als 32 Jahre lang dem kanadischen Parlament als Mitglied an.
Am 18. November 1897 wurde er von Premierminister Laurier als Justizminister und Attorney General in das 8. kanadische Kabinett berufen und bekleidete diese Posten bis zu seinem Rücktritt am 7. Februar 1902. Zugleich bekleidete er während dieser Zeit die Funktion als Führer der Regierung im Senat.
Nach seinem Ausscheiden aus Regierung und Senat wurde Mills am 8. Februar 1902 als Nachfolger des am 7. Januar 1902 verstorbenen John Wellington Gwynne zum Richter am Obersten Gerichtshof von Kanada berufen und bekleidete dieses Amt bis zu seinem Tod. Sein Nachfolger wurde daraufhin am 16. Mai 1903 Wallace Nesbitt.
Mills war neben seinen politischen und richterlichen Ämtern auch als Dichter tätig und verfasste neben Gedichten wie I Feel I’m Growing Old auch den Gedichtband Poems written at spare moments.

## Ehrungen
Am 7. Juni 1954 ehrte die kanadische Regierung Mills für sein Wirken, dadurch dass sie ihn zu einer „Person von nationaler historischer Bedeutung“ erklärte.

## Veröffentlichungen
- The Present and Future Political Aspects of Canada, 1860
- The Blunders of the Dominion Government in connection with the North-West Territory, 1871
- Report on the boundaries of the province of Ontario, Toronto 1873
- Report on the boundaries of the Province of Ontario, containing in part the substance of a report prepared for the Government of the Province in 1872, Toronto 1877
- The English in Africa, Toronto 1900
- The Monroe doctrine and the Inter-Oceanic canal, London 1901–1902
- Poems written at spare moments, Ottawa 1901